# One of Millions
Pour plus de détails, voir Fiche technique et Distribution.
One of Millions est un film américain réalisé par J. Searle Dawley, sorti en 1914.

## Synopsis
Gladimir Kubelow s'engage dans l'armée et meurt. Sa sœur Maria devient folle. Leur mère, pour se venger, empoisonne le général Blucher.

## Fiche technique
- Titre : One of Millions
- Réalisation : J. Searle Dawley
- Scénario : J. Searle Dawley
- Photographie : Irvin Willat
- Pays de production : États-Unis
- Format : Noir et blanc - 1,33:1 - Film muet
- Genre : guerre
- Durée : 40 minutes
- Date de sortie : 1914

## Distribution
- Laura Sawyer : Maria
- Maximillian Jurgens : Gladimir Kubelow
- Gertrude Norman : la mère Kubelow
- Robert Broderick : Général Blucher
- Arthur Evers : Michael Mirischka
- Lillian Buchanan : Katinka Serajew